# Melíti (Flórina)
Melíti, en grec moderne : Μελίτη, auparavant appelé Vostérani, Vostárani, Oftsárani (Βοστέρανη, Βοσταράνη, Οφτσάρανη, en macédonien : Овчарани), jusqu'en 1926, est un village et un ancien dème du district régional de Flórina, en Macédoine-Occidentale, Grèce. Depuis 2010, il est fusionné au sein du dème de Flórina.
Selon le recensement de 2011, la population du dème s'élève à 5 927 habitants tandis que celle du village compte 1 432 habitants.